# Ваньчики
Ваньчики — деревня в Пермском крае России. Входит в Чайковский городской округ.

## Географическое положение
Деревня расположена в восточной части Чайковского городского округа, на расстоянии примерно 3 км к юго-западу от села Завод Михайловский.

## История
Известна с 1828 года как «починок Ванчиков», в 1858 году уже упоминается как «сельцо Николаевское, починок Ванчиков тож», здесь находился Николаевский винокуренный завод. Еще одно название деревни тогда было в ходу — Хохлы, так как в ней с 40-х годов XIX века проживали украинцы, купленные заводовладельцем Сведомским у помещицы Демидовой в Курской губернии. В 1869 году отмечено 22 двора и 93 жителя. В 1924 году 44 хозяйства и 257 жителей. 
С 2004 по 2018 гг. деревня входила в Фокинское сельское поселение Чайковского муниципального района.

## Население
Постоянное население в 2002 году 14 человека (100 % русские), в 2010 6 человек.

## Климат
Климат континентальный, с холодной продолжительной зимой и теплым коротким летом. Средняя годовая температура воздуха составляет 1,8о. Самым теплым месяцем является июль (18,2о), самым холодным — январь (-14,7о), абсолютный максимум достигает 38о, абсолютный минимум −49о. Снежный покров устанавливается в первой декаде ноября, максимальной высоты 44-45 см достигает во второй — третьей декадах марта и полностью оттаивает к концу апреля. Последние весенние заморозки приходятся в среднем на 22 мая, а первые осенние — на 19 сентября. Продолжительность безморозного периода составляет 119 дней.